# Perfect day
«Perfect day» és una cançó escrita l'any 1972 pel músic estatunidenc Lou Reed (1942-2013). Va aparèixer a Transformer, el seu segon àlbum en solitari posterior a The Velvet Underground, i com a cara B del seu gran èxit «Walk on the wild side». La popularitat de la cançó va incrementar-se a la segona meitat de la dècada del 1990 quan va aparèixer a la banda sonora de la pel·lícula Trainspotting (1996) i després que una versió amb músics coneguts la publiqués la BBC com a senzill benèfic el 1997, aconseguint el número u al Regne Unit, Irlanda i Noruega. Reed va tornar a gravar la cançó per al seu àlbum de 2003 The Raven.

## Història
L'enregistrament original, com amb la resta de l'àlbum Transformer, va ser produït per David Bowie i Mick Ronson, qui també va compondre l'arranjament de cordes i va tocar el piano a la pista. La cançó compta amb un arranjament vocal inquietant i el suport instrumental lent basat en piano.
La cançó va ser escrita després que Reed i la seva parella, que més endavant es convertiria en la seva primera esposa, Bettye Kronstad, passessin un dia a Central Park. Sovint es considera que la lletra suggereix una devoció romàntica simple i convencional, possiblement al·ludint a la relació de Reed amb Kronstad i els seus conflictes amb l'afectivitat, el consum de drogues i l'ego. Alguns crítics musicals també hi han vist el subtext líric com una mostra de l'actitud romantitzada de Reed cap a un període de la seva pròpia addicció a l'heroïna. Aquesta comprensió popular de la cançó com una oda a la drogoaddicció va portar a la seva inclusió a la banda sonora de Trainspotting, una pel·lícula sobre les contingències de la vida d'un grup d'addictes a l'heroïna. No obstant això, aquesta interpretació segons Reed, és «risible». En una entrevista l'any 2000, Reed va declarar: «No. Estàs parlant amb el compositor, la persona que l'ha escrit. No, això no és cert. La visió d'aquest noi d'un dia perfecte era la noia, beure sangria al parc i després cap a casa, un dia perfecte molt senzill. Volia dir exactament el que vaig dir».
El 1994, la cantautora anglesa Kirsty MacColl i el músic estatunidenc Evan Dando van gravar la cançó com a duet. Va ser inclosa com un dels dos temes nous a l'àlbum recopilatori Galore de MacColl de 1995, i va arribar al número 75 a la UK Singles Chart quan es va publicar com a senzill el 12 de juny de 1995. L'artista escocesa Susan Boyle va versionar la cançó al seu segon àlbum, The Gift, i també la va publicar el 8 de novembre de 2010 com a senzill. Se'n va rodar un videoclip.
La cançó va aparèixer en un anunci publicitari d'AT&T durant els Jocs Olímpics d'Hivern de 2010, i en un anunci de Sony per a la presentació de la PlayStation 4 l'octubre de 2013, dues setmanes abans de la mort de Reed. La cançó també ha aparegut en programes de televisió com Fear the Walking Dead, al final de la primera temporada de The Mist, Doom Patrol, i a Our Flag Means Death. El 2015 la cançó va aparèixer com a contrapunt irònic a la degradació del personatge principal a l'estrena de la temporada 2 de la sèrie de televisió Gotham. També va aparèixer a la sèrie de televisió del 2020, Un món feliç, basada en la novel·la d'Aldous Huxley. Una versió orquestral de la cançó del compositor Ramin Djawadi es va presentar al cinquè episodi de la temporada 4 de Westworld.

Poc després de la mort de Reed el 2013, el cardenal Gianfranco Ravasi, ministre de Cultura del Vaticà, va ser notícia piulant la lletra de la cançó:
Oh, it's such a perfect day

I'm glad I spent it with you

Oh, such a perfect day

You just keep me hanging on

## Músics
- Lou Reed: veu
- Mick Ronson: piano i arranjaments de cordes
- David Bowie: teclats
- Trevor Bolder: trompeta
- Herbie Flowers: tuba
- Klaus Voormann: baix
- John Halsey: bateria